# 郊熊
郊熊（學名：Agriotherium）是生存於中新世至更新世（~13.6–2.5 百萬年前）的北美洲、歐洲、非洲及亞洲已滅絕的熊。本屬最後的物種 A. africanum 於格拉斯階早期時數量銳減，並走向滅絕。
該屬是熊科中唯一棲息在撒哈拉以南非洲的成員。

## 描述

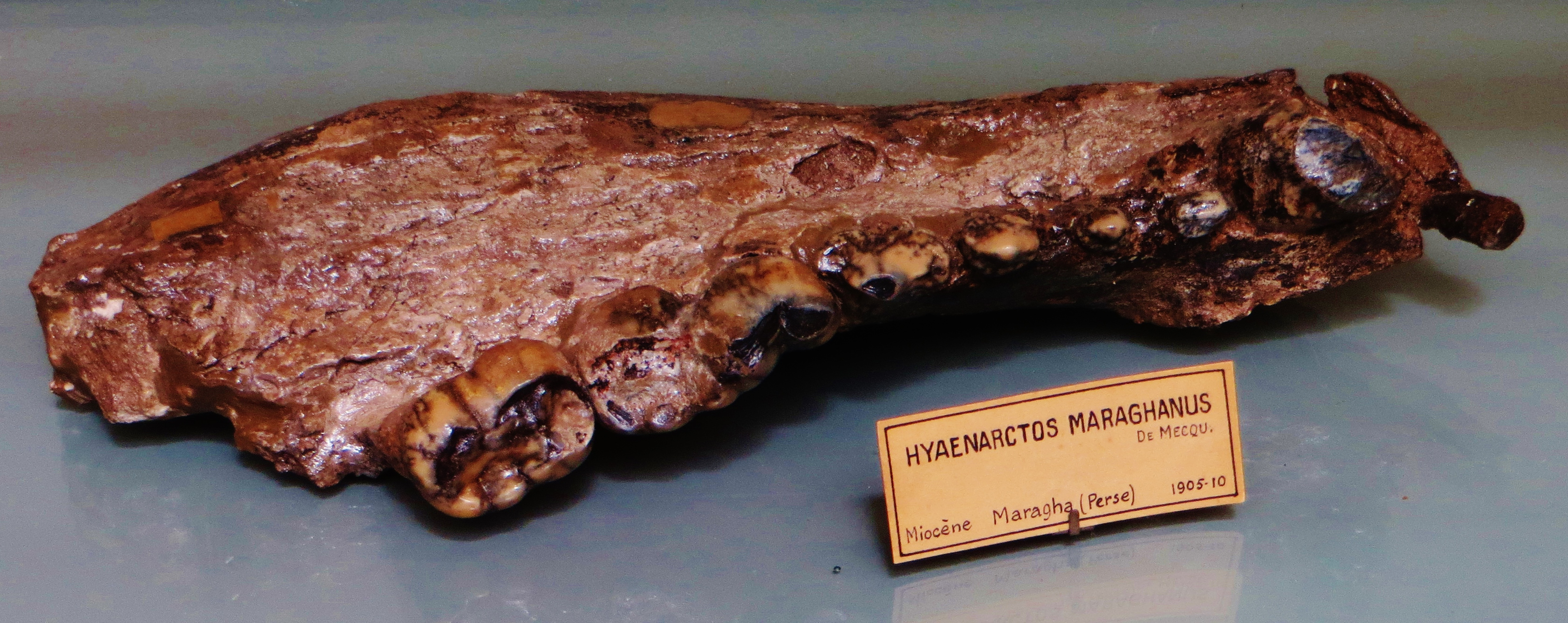
下頷

郊熊約長 2.7（9英尺），體重約 900（1,980磅），比現今所有的熊都要大，但比同樣已滅絕的殘暴北極熊及細齒巨熊小。擁有像狗的壓碎齒。

### 質量
由 Legendre 和 Roth 兩位科學家針對兩個樣本進行體重的估算得到：
- 樣本1：79.3（175磅）
- 樣本2：652.6（1,440磅）

### 咬合力
一項 2011 的研究透過分析多種現存與已滅絕的熊得到，郊熊可能擁有所有陸生哺乳動物掠食者中最強的咬合力。

### 食性
就像現今的熊，郊熊可能是雜食性的。，以植物還有馬科、駱駝科、犀科、牛科、爪獸科及年幼的長鼻目物種為食。可能多半以食腐而非狩獵為主，搶奪其他掠食者，如半劍齒虎和巴博劍齒虎，所捕獲的獵物。

## 词源学
郊熊的属名Agriotherium来自希腊语，agrios- (ᾰ̓γρός)意为“郊外的、野外的或桀骜不驯的”，-therium (θήρ)意为“野兽”，即“郊外的野兽”。中文根据其分类翻译为郊熊。郊熊属的属型种Agriotherium sivalensis种名来自其出土地，西瓦（Siva）地区。

## 分类
因为分类变动较大，本条目认为郊熊属应当分为以下物种：
- 缅甸郊熊 Agriotherium myanmarensis (Ogino et al., 2011)
- 独特郊熊 Agriotherium insigne (Gervais, 1859)
- 意外郊熊 Agriotherium inexpetans (Qiu et al., 1991)
- 古印度郊熊 Agriotherium palaeindicus (Lydekker, 1878)
- 西瓦郊熊 Agriotherium sivalensis（模式种） (Falconer & Cautley, 1836)
- 非洲郊熊 Agriotherium africanum (Hendey, 1972)
- 科氏郊熊 Agriotherium coffeyi (Dalquest, 1986)
- 格氏郊熊Agriotherium gregoryi (Frick, 1926)
- 赤道郊熊 Agriotherium aecuatorialis (Morales et al, 2005)[7]
- 亨氏郊熊 Agriotherium hendeyi (Jiangzuo & Flynn, 2019)
 [8]
- 罗氏郊熊 Agriotherium roblesi (Morales &. Aguirre, 1976)

## 外部連結
- Illustration at ScienceArt （页面存档备份，存于）
- †郊熊亞科 Agriotheriinae[9]